# Ceica
Ceica is een Roemeense gemeente in het district Bihor.
Ceica telt 3904 inwoners.